# Hydraena fontiscarsavii
Hydraena fontiscarsavii är en skalbaggsart som först beskrevs av Manfred A. Jäch 1988.  Hydraena fontiscarsavii ingår i släktet Hydraena och familjen vattenbrynsbaggar. Inga underarter finns listade i Catalogue of Life.